# Jaime Cano
Jaime Cano Nicolás (Badalona, Barcelona, España, 24 de marzo de 1946-Palma de Mallorca, 14 de octubre de 2024) fue un futbolista español que se desempeñaba como defensa.

## Clubes
| Club                | País   | Año       |
| ------------------- | ------ | --------- |
| C. F. Badalona      | España | 1964-1965 |
| R. C. D. Mallorca   | España | 1967-1969 |
| R. C. Celta de Vigo | España | 1969-1970 |
| R. C. D. Mallorca   | España | 1970-1972 |
| Elche C. F.         | España | 1972-1976 |
| Real Murcia C. F.   | España | 1977-1979 |